# Clásica San Sebastián 1991
De 11de editie van de wielerwedstrijd Clásica San Sebastián werd gehouden op 10 augustus 1991 in en rondom de Baskische stad San Sebastian, Spanje. De editie van 1991 ging over een afstand van 238 kilometer en was de zevende wedstrijd in de strijd om de Wereldbeker. Titelverdediger in deze Noord-Spaanse wielerklassieker was de Spanjaard Miguel Indurain. 

## Uitslag
| Clásica San Sebastián 1991 (238 kilometer) |                    |                       |          |
| Plaats                                     | Naam               | Ploeg                 | Tijd     |
| Winnaar                                    | Gianni Bugno       | Gatorade-Chateau d'Ax | 6u04'28" |
| 2                                          | Pedro Delgado      | Banesto               | + 55"    |
| 3                                          | Maurizio Fondriest | Panasonic-Sportlife   | + 1' 17" |
| 4                                          | Laurent Jalabert   | Toshiba               | z.t.     |
| 5                                          | Iñaki Gastón       | CLAS-Cajastur         | z.t.     |
| 6                                          | Gilles Delion      | Helvetia-La Suisse    | z.t.     |
| 7                                          | Bruno Cenghialta   | Ariostea              | z.t.     |
| 8                                          | Pjotr Oegroemov    | Seur-Otero            | z.t.     |
| 9                                          | Andreas Kappes     | Histor-Sigma          | + 1' 58" |
| 10                                         | Charly Mottet      | RMO                   | z.t.     |
|                                            |                    |                       |          |
| 13                                         | Marc Sergeant      | Panasonic-Sportlife   | z.t.     |
| 15                                         | Steven Rooks       | Buckler               | z.t.     |

1981 · 1982 · 1983 · 1984 · 1985 · 1986 · 1987 · 1988 · 1989 · 1990 · 1991 · 1992 · 1993 · 1994 · 1995 · 1996 · 1997 · 1998 · 1999 · 2000 · 2001 · 2002 · 2003 · 2004 · 2005 · 2006 · 2007 · 2008 · 2009 · 2010 · 2011 · 2012 · 2013 · 2014 · 2015 · 2016 · 2017 · 2018 · 2019 · 2020 · 2021 · 2022 · 2023 · 2024